# Аферата
„Аферата“ (на английски: The Affair) е американски телевизионен сериал, започнал излъчването си на 12 октомври 2014 година по Showtime. На 10 ноември 2014 каналът потвърждава, че ще бъде сниман и втори сезон. В главните роли са Доминик Уест и Рут Уилсън.
През 2015 сериалът печели 2 награди Златен глобус – за най-добър драматичен телевизионен сериал и за най-добра актриса в драматичен сериал (Рут Уилсън).

## Сюжет
Сериалът разказва за извънбрачна афера, завършваща с мистериозно събитие между женен мъж с четири деца – Ноа Солоуей (Доминик Уест) и млада сервитьорка - Алисън Бейли (Рут Уилсън), която се опитва да заздрави брака си и да преживее загубата на детето си. Ноа работи като гимназиален учител и се опитва да развива кариера като писател, опитвайки се да напише втория си роман. Двамата с Алисън се срещат по време на ваканция на семейството му в Монтаук, Лонг Айлънд.
Историята е представена от две различни гледни точки – тази на Ноа и на Алисън, които значително се различават.

## В ролите
- Доминик Уест като Ноа Солоуей
- Рут Уилсън като Алисън Бейли
- Мора Тиърни като Хелън Солоуей
- Джошуа Джаксън като Кол Локхарт